# اوان کلان
اوان کلان (به انگلیسی: Awan Kalan) یک شهرک در پاکستان است که در ناحیه اوکارا واقع شده‌است.